# Pamarayan (Pamarayan)
Pamarayan is een bestuurslaag in het regentschap Serang van de provincie Banten, Indonesië. Pamarayan telt 5161 inwoners (volkstelling 2010).